# Christopher Pissarides
Sir Christopher Antoniou Pissarides (født 20. februar 1948) er en cypriotisk/britisk økonom. Han er professor ved London School of Economics. I 2010 modtog han Nobelprisen i økonomi sammen med Dale Mortensen og Peter Diamond for deres "analyse af arbejdsmarkeder med søgefriktioner".

## Baggrund
Christopher Pissarides blev født på Cypern i en græsk-cypriotisk familie, men fik sin bachelor- og kandidatuddannelse i økonomi ved det engelske University of Essex og sin Ph.D.-grad i samme fag ved London School of Economics, hvor han også har forsket og undervist siden 1976. I 2013 blev han adlet af den britiske dronning for sin videnskabelige indsats.

## Forskning
Pissarides er først og fremmest kendt for sine bidrag til søge- og matchingteorien inden for arbejdsmarkedsøkonomi, der forklarer, hvordan udviklingen fra at være arbejdsløs til at blive beskæftiget og omvendt foregår, og hvilke faktorer, der kan påvirke overgangen fra den ene tilstand til den anden og dermed den samlede ledighed. Hans mest kendte publikationer er formodentlig "Job Creation and Job Destruction in the Theory of Unemployment" skrevet sammen med Dale Mortensen og offentliggjort i det videnskabelige tidsskrift Review of Economic Studies i 1994. Artiklen byggede videre på de studier, som de to forfattere hver især havde foretaget på området i de foregående årtier. Mortensen-Pissarides-modellen, som artiklen resulterede i, har haft usædvanlig stor indflydelse på moderne makroøkonomi. Ligeledes har Pissarides skrevet bogen Equilibrium Unemployment Theory, der også er et standardværk inden for arbejdsmarkedsteorien.